# Del tebeo al manga: una historia de los cómics
Del tebeo al manga: una historia de los cómics es una enciclopedia con la historia de los cómics prevista inicialmente en 12 entregas y resuelta finalmente en 11 tomos de 208 páginas cada uno, entre 2007 y 2014 por Panini Comics bajo la dirección de Antoni Guiral.

## Tomos
A continuación se indica el contenido de la obra según el avance proporcionado por la propia editorial:
- Tomo 1. Los Cómics en la Prensa Diaria: Humor y Aventuras
  - Desde el origen de la historieta hasta las mejores tiras de estilo realista, en este volumen hablaremos de la industria de los cómics en la prensa norteamericana. Un largo viaje que compartiremos con clásicos universales como: Little Nemo de Winsor McCay; Krazy Kat de George Herriman; Popeye de E.C. Segar; Flash Gordon de Alex Raymond o Príncipe Valiente de Harold Foster, entre muchos otros.

- Tomo 2. Tiras de Humor Crítico para Adultos
  - Las series de humor crítico se instalaron en la prensa norteamericana gracias a creadores del talento de Al Capp (Li'l Abner), Walt Kelly (Pogo) o Charles M. Schulz (Carlitos). Para cerrar el capítulo dedicado a los cómics de prensa, revisaremos las series y autores más importantes publicadas en los periódicos de países como Reino Unido, Francia, Argentina, Italia, Japón y España.

- Tomo 3. El comic-book: Superhéroes y otros Géneros
  - Los comic-books abrieron nuevas posibilidades estéticas y formales para los cómics. En sus primeros años de historia nacieron en sus páginas personajes tan populares como Superman, Batman, Capitán América, Namor o The Spirit. Al mismo tiempo, la industria del comicbook ofreció un amplio registro de géneros y popularizó los cómics entre las nuevas generaciones.

- Tomo 4. Marvel Comics: Un Universo Superheroico en Constante Evolución
  - En los años sesenta el mundo estaba cambiando, y Marvel apostó por superhéroes con problemas cotidianos y de conciencia, personajes con poderes pero más elaborados, surgidos de la creatividad de autores como Stan Lee y Jack Kirby. En este volumen revisaremos la historia de la editorial que publicó a Los 4 Fantásticos, Spider-Man, X-Men o Daredevil.

- Tomo 5. DC Comics y Otras Propuestas Editoriales
  - La otra gran editorial norteamericana de comic-books es DC Comics, en la que surgieron clásicos como Superman, Batman o la JLA. Analizaremos la revolución de series como Watchmen o The Dark Knight Returns y hablaremos de las editoriales de comic-books nacidas a primeros de los ochenta al amparo de la 'venta directa', como First Comics, Image Comics o Dark Horse.

- Tomo 6. Contraculturales y Alternativas
  - A mediados de los años sesenta nace el comix underground, una historieta contracultural y reivindicativa representada por autores como Robert Crumb o Spain Rodríguez. Diez años después, surge una nueva forma de enfocar la historieta para adultos plasmada en revistas (Raw!) y editoriales (Fantagraphics) por autores de la talla de Art Spiegelman, Chris Ware, Harvey Pekar o Jason Lutes.

- Tomo 7. El Tebeo Popular: Viñetas de Género
  - En formato apaisado o bolsillo, cientos de títulos de géneros como la aventura, el policiaco o el western llenan los quioscos de Argentina, Italia, Reino Unido y España. Son series como L'Asso di Picche, Diabolik, Tex, Zarpa de Acero, Hazañas Bélicas o El Capitán Trueno, realizadas por guionistas y dibujantes capaces de mantener durante muchos años la atención de sus lectores.

- Tomo 8. Revistas de Humor para Todos los Públicos
  - Desde principios del siglo XX la revista de cómics se convierte en el formato idóneo para la publicación de historietas en Europa y Argentina. Allí nacerán personajes como Pepe Carter, Spirou, Tintín, o Patoruzú, nacidos en el seno de revistas tan populares como Patoruzú o Rico Tipo (Argentina), o Pulgarcito, Pumby, Pif, Spirou, Tintin e Il Corrieri dei Piccoli (Europa).

- Tomo 9. Las Revistas de Aventuras y el Cómic para Adultos
  - Los contenidos de las revistas de cómics evolucionan hasta el punto de encontrar en los adultos a su público lector. Es el momento de Misterix, Pilote, Linus o 1984, con historietas que reflejan la realidad social y política del momento, dando paso a nuevos personajes (Corto Maltés, Alack Sinner o Torpedo) y autores (Alberto Breccia, Moebius o Carlos Giménez) que marcarán nuevas pautas estéticas.

- Tomo 10. Álbumes, Libros y Novelas Gráficas
  - Formato de origen europeo, el álbum de cómics empezó recopilando las aventuras de la mayoría de personajes de revistas, sobre todo en Francia y Bélgica. A partir de los años ochenta del siglo pasado, los álbumes asumen historias largas y más complejas, en su mayoría obras únicas producidas para lectores adultos, conocidas actualmente como novelas gráficas.

- Tomo 11. Manga: made in Japan
  - Inicialmente estaba previsto que el contenido de este tomo se publicara en dos tomos separados. No obstante, finalmente el contenido se publicó en un solo tomo, el último de la enciclopedia, publicado por el sello Evolution Comics de Panini. Fue coordinado y redactado por el divulgador de manga Oriol Estrada, bajo la supervisión de Antoni Guiral.[1]

## Tomos cancelados
- Tomo 11. El Manga, un Mundo de Géneros y Subgéneros
  - Osamu Tezuka, un excelente historietista, fue quien estableció las pautas del cómic japonés o manga a partir de 1946 con obras como Astro Boy o Adolf. Desde los años cincuenta, las revistas de manga disfrutan de un gran éxito popular, con tiradas de millones de ejemplares y con historias abiertas a todo tipo de géneros.

- Tomo 12. Tomos, Anime y Merchandising Japoneses
  - El éxito de los personajes de manga provoca el nacimiento de una gran industria del tomo recopilatorio en Japón. Es también muy habitual que las series de manga se adapten al dibujo animado (anime), realizado tanto para la televisión y el cine como para el mercado del DVD, lo que ha generado una impresionante industria audiovisual exportada a todo el mundo.